# Abbaye de Montmartre
L'abbaye royale Notre-Dame de Montmartre est une abbaye de moniales bénédictines fondée par le roi Louis VI en 1133-1134 à la place d’un prieuré clunisien relevant de Saint-Martin-des-Champs rue des Moines à Paris.

## Situation

### Abbaye d'en haut
Le monastère de femmes établi en 1136 et abandonné en 1686 était un ensemble de 13 hectares à l'est, au sud et au sud-ouest de l'église Saint-Pierre. Une partie de l'enclos est aliénée en 1635 par la communauté religieuse. La place du Tertre et le tronçon de l'actuelle rue du Mont-Cenis, compris entre le parvis de l'église Saint-Pierre et la rue Azais (successivement nommée cour du Pressoir, rue du Pressoir et rue Saint-Éleuthère), ont été formés sur ce terrain.
L'entrée du monastère était située sur le parvis de l'église.
Les bâtiments conventuels reconstruits après un incendie de 1559 entouraient un cloître dont la partie nord longeait l'église jusqu'au niveau du chœur. La salle du chapitre longeait le côté est du cloitre perpendiculaire à l'église, le réfectoire était sur le côté sud, les dortoirs et les cellules à l'étage.
Une porte au rez-de-chaussée du cloître communiquait avec le chœur de l'église et une autre porte à l'étage reliait les dortoirs aux tribunes de la nef.
Une cour perpendiculaire à l'église était longée par des bâtiments, logements des domestiques, écuries, etc.
L'ensemble englobait l'emplacement du square Nadar, du réservoir et de la rue Azaïs jusqu'à la partie sud de la rue Saint-Éleuthère, ancienne « rue de l'Abreuvoir ».

### Abbaye d'en bas
L'abbaye, établie à partir d'un prieuré construit en 1622 puis agrandi, remplace en 1686 l'abbaye d'en haut abandonnée et en grande partie détruite à l'exception du « chœur des Dames », abside et deux absidioles au chevet de l'église Saint-Pierre, utilisé pour des cérémonies et la sépulture des abbesses. Le chœur des Dames, désaffecté à la Révolution, fut surmonté en 1794 d'une tour comportant un télégraphe Chappe, première des seize stations de la ligne Paris-Lille. Ce bâtiment disparut en 1866. Les matériaux de l'abbaye du haut furent en partie réutilisés pour la construction de la nouvelle abbaye.
Son entrée se trouvait à l'est de l'emplacement de l'actuelle place des Abbesses. On y accédait également par la rue des Martyrs, qui se prolongeait à l'ouest par un chemin longeant le mur du monastère, à l'emplacement de l'actuelle rue des Abbesses. L'église était située à l'emplacement de la rue Yvonne-le-Tac, au croisement avec la rue des Martyrs. Les bâtiments conventuels se trouvaient au nord à l'emplacement de la rue des Martyrs et du croisement avec la rue La Vieuville. Les jardins de l'abbaye s'étendaient jusqu'à l'actuel marché Saint-Pierre à l'est.

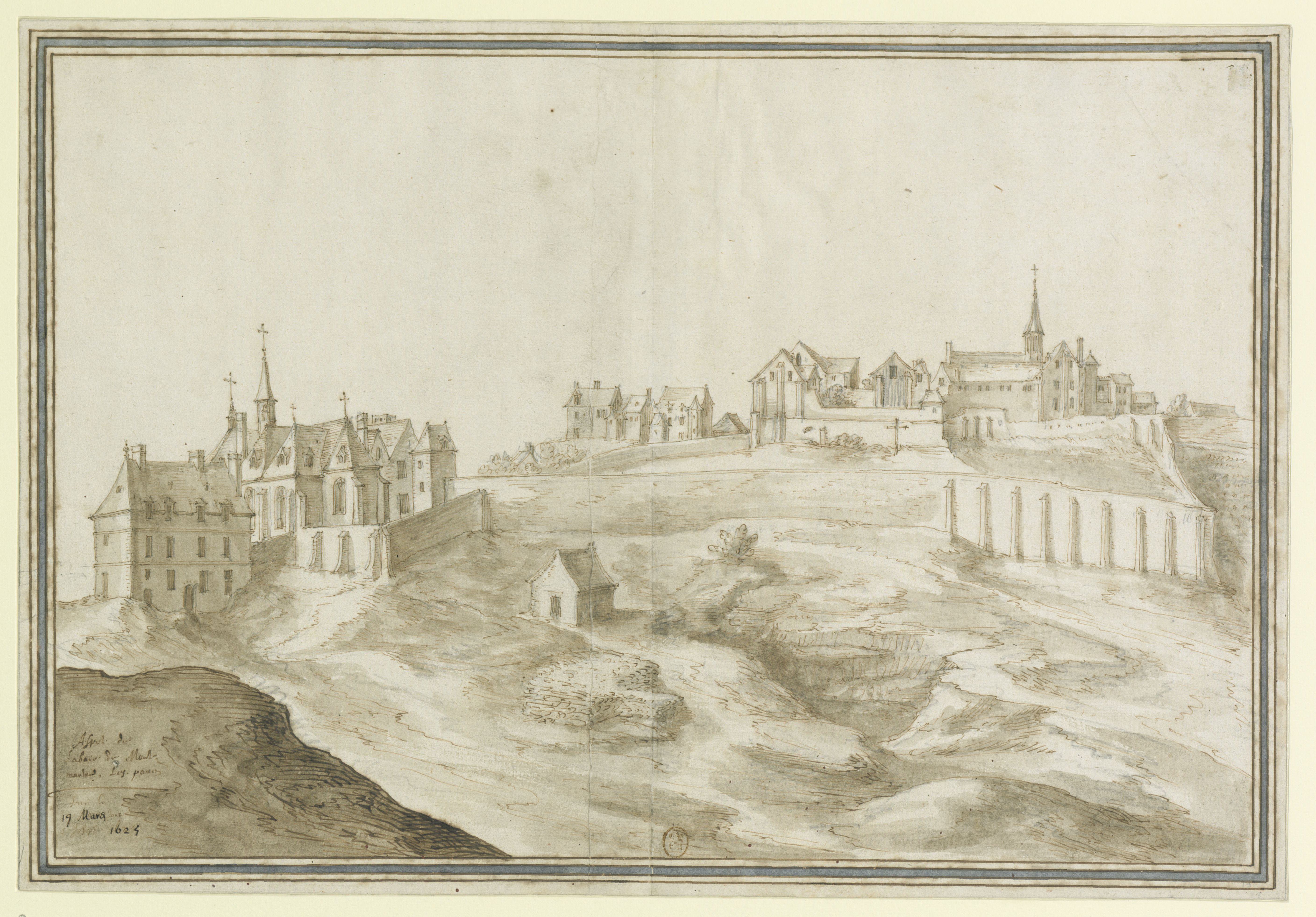
Abbaye d’en haut et prieuré en 1625.
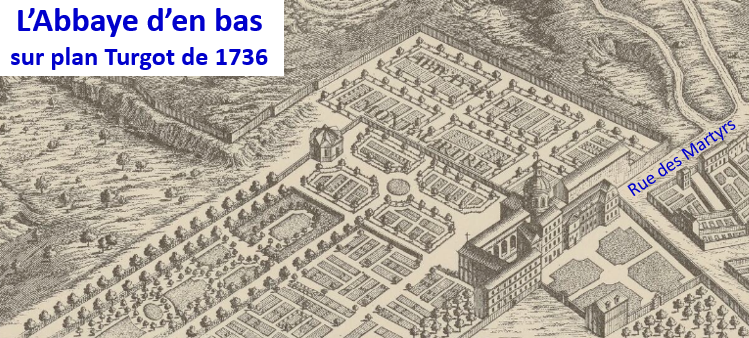
Abbaye d'en bas et ses jardins sur plan Turgot de 1736.

## Historique
L’abbaye de Montmartre a compté deux implantations successives, l’abbaye d’en haut établie en 1133 par le roi Louis VI le Gros, abandonnée en 1686, et l’abbaye d’en bas qui la remplace, détruite en 1794.

### L'abbaye d'en haut
Un hameau existait au VIIe siècle autour d'une chapelle. En 835, on doit changer les poutres de la chapelle qui sont mangés par les vers.
En 1096, les moines du prieuré Saint-Martin-des-Champs ont reçu cette chapelle au sommet de la butte et la petite chapelle du martyrium établie vers le IXe siècle à mi-pente, sur le lieu présumé de la décapitation de Saint-Denis, approximativement à l'emplacement du croisement des actuelles rue des Martyrs et Yvonne-Le Tac.
En 1133, Louis VI fonde, à la demande de sa femme la reine Adélaïde de Savoie, un couvent de femmes, par échange avec les moines du prieuré Saint-Martin-des-Champs de leurs biens à Montmartre contre l'église Saint-Denis-de-la-Chartre. Il fait construire au sommet de la butte une église et un monastère desservi par des bénédictines de l'abbaye Saint-Pierre-les-Dames de Reims qui venait d'y être fondé. Adélaïde de Savoie s'y retire après la mort de Louis VI et y meurt le 18 novembre 1154. Elle fut inhumée devant le maître autel de l'église Saint-Pierre.
L'acte de fondation commence par : « Au nom de la sainte et indivise Trinité, Amen. Moi, Louis, porté à la royauté des Francs par la miséricorde de Dieu. Nous voulons faire savoir à, tous nos fidèles, tant futurs que présents, que, pour le repos de notre âme et de celle de nos prédécesseurs, sur les prières et conseils de notre très chère épouse la reine Adélaïde, nous avons construit, avec l'aide de Dieu, une église et une abbaye sur le mont dit Mont des Martyrs ».
Sise à Montmartre, elle fut dotée à sa création de terres agricoles dans les environs, d'un hameau, de vestiges paléochrétiens, de l'église Saint-Pierre de Montmartre, d'une antique nécropole à mi-pente de la butte et d’une petite chapelle consacrée au martyre de Saint-Denis, le Sanctum Martyrium. Ses bâtiments formaient avec les jardins et les vignobles un ensemble de 13 hectares.
Composée d'une abbesse, Dame du lieu, et d'environ 55 religieuses, y compris les sœurs converses, elle jouissait de 30 000 livres de rente. Cette seigneurie avait haute, moyenne et basse Justice jusqu'à la suppression par Louis XIV en 1674 de l'ensemble des juridictions particulières de Paris. Jusqu'à cette date, l'abbesse disposait d'un bailli, de prévôts de procureurs, de tribunaux et d'une prison. À partir de cette date, le droit de justice de l'abbaye ne s'est plus exercée qu'à l'intérieur de son enclos.
La chapelle du martyrium est refaite en 1134. Elle se compose alors d'une crypte sous lequel se trouvait un caveau auquel on accédait par un escalier de 60 marches mais qui avait été rendu inaccessible à la suite d'un effondrement. À la demande du roi Louis VI le Gros (1081-1137), et de son épouse Adélaïde de Savoie (v.1100-1154), le pape Innocent II confirme la règle et les possessions de ce monastère en octobre 1136. Le lundi de Pâques 11 avril 1147, le pape Eugène III (v.1080-1153), accompagné de nombreux prélats et personnalités comme Bernard de Clairvaux et Pierre le Vénérable, consacre l'église de Saint-Pierre de Montmartre.
Devant l'attirance des jeunes femmes à vouloir intégrer ce monastère, le roi Louis VII le Jeune est contraint en 1175 à en limiter le nombre à 60.
Le 15 août 1534, c'est dans cette chapelle qu'Ignace de Loyola, alors professeur de philosophie au collège de Beauvais, Pierre Favre, prêtre savoyard, le Navarrais François Xavier, les Espagnols Alfonso Salmeron, Jacques Lainez, Nicolás Bobadilla et le Portugais Simão Rodrigues, y ont fait un « vœu de pauvreté, de chasteté, de s'embarquer pour Jérusalem et, au retour, de se consacrer avec l'aide de Dieu au salut des infidèles, non moins qu'à celui des fidèles par la prédication, la confession, et l'administration de l'Eucharistie sans recevoir aucune rémunération » avant la communion. Ils ont appelé cet ordre Compagnie de Jésus en 1537, approuvé par une bulle de Paul III, en 1540.
L'abbaye est pour la plus grande partie reconstruite après un violent incendie de 1559.
Lors du siège de Paris en 1590, le relâchement moral de l'abbaye était tel qu'elle fut surnommée par les Parisiens, le « magasin des putes de l’armée, les religieuses ayant peut-être suivi l'exemple des relations entre l'abbesse Claude de Beauvilliers et le roi de Navarre ».

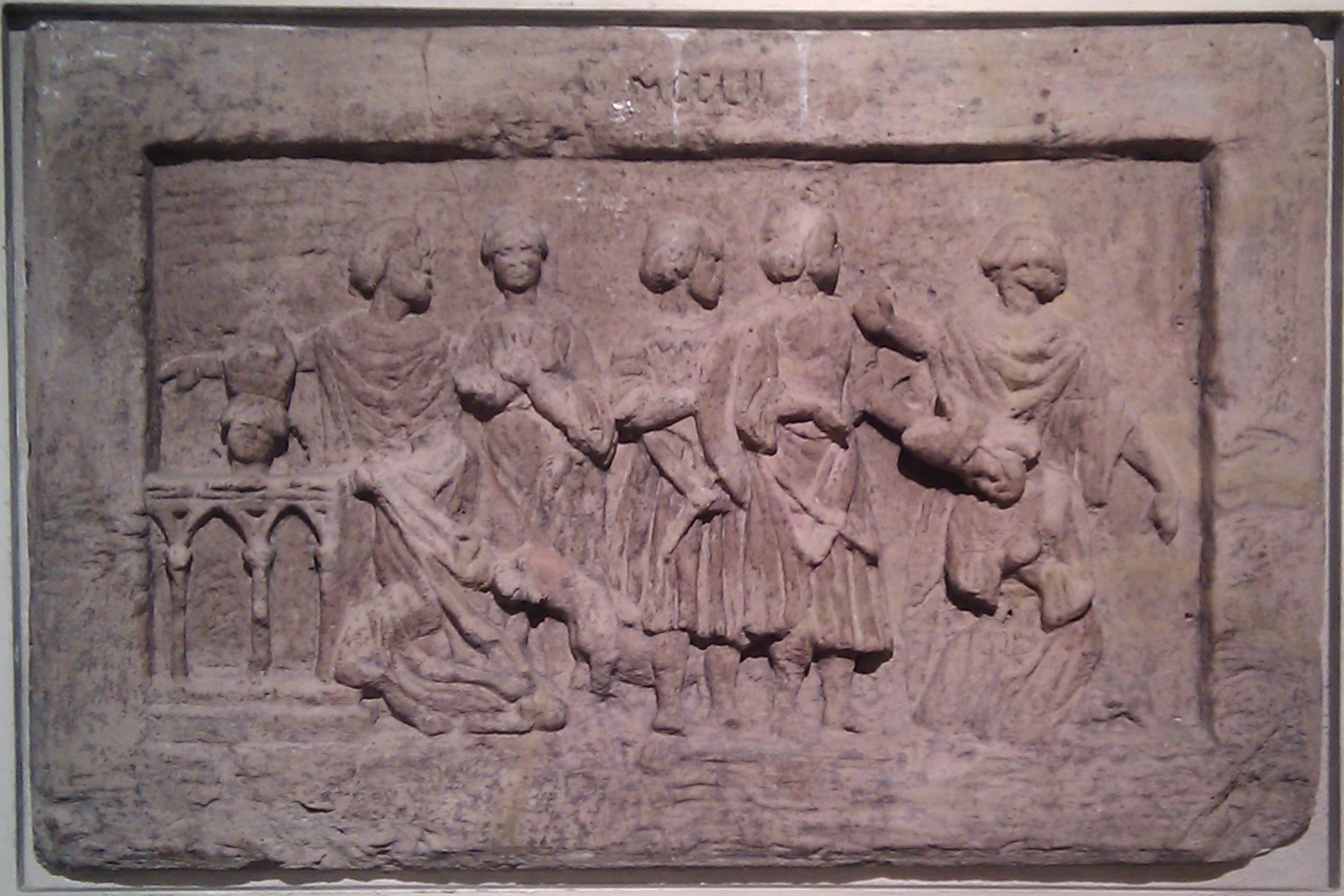
Le Martyre de saint Denis (1252), Paris, crypte du martyrium de saint Denis. Bas-relief provenant probablement de l'ancienne abbaye de Montmartre.

Marie de Beauvilliers, sœur de Claude de Beauvilliers, nommée abbesse en 1598, remit de l'ordre dans la communauté.
En 1611, on redécouvrit lors de travaux dans la chapelle du martyre de Saint-Denis à mi-pente de la butte, un escalier en bas duquel se trouvait un caveau vouté avec quelques inscriptions gravées. On estima qu'il s'agissait du lieu du martyre de saint Denis.
La chapelle devint un lieu de pèlerinage de grand ampleur.
L'abbesse Marie de Beauvilliers en profite pour recueillir des dons qui lui permettent de transformer en 1622 la chapelle en prieuré où s'établissent dix religieuses. Une galerie couverte de 400 mètres est construite approximativement à l'emplacement de l'actuelle rue Drevet pour relier le prieuré à l'abbaye du haut.
Dans Le Cœur admirable de la très sacrée mère de Dieu publié en 1681, Jean Eudes indique que l'abbaye est consacrée à Marie « puisqu'elle s'appelle Notre-Dame de Montmartre », et que l'abbesse Françoise-Renée de Lorraine y a fait établir la « fête du très saint cœur de la glorieuse Vierge » célébrée chaque 8 février.

### L'abbaye d'en Bas

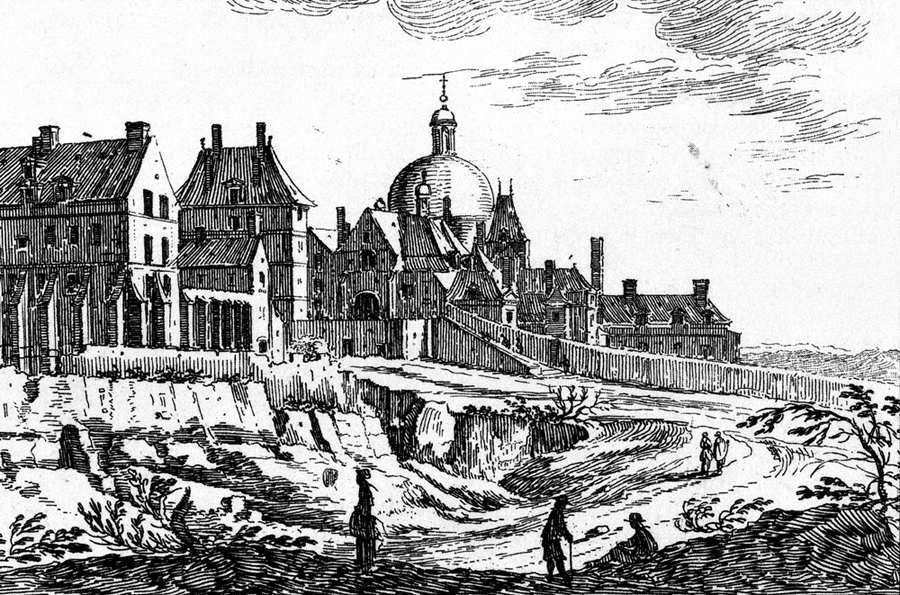
Chapelle des Martyrs de l'abbaye de Montmartre, construite vers 1686 et détruite en 1794 (gravure du).

En 1686, toute l'abbaye se transporta dans de nouveaux bâtiments établis autour de ce prieuré. Le cloître de l'abbaye d'en haut fut abattu et les bâtiments très délabrés ne servirent que de dépôts de grain et de fourrage. Les religieuses continuent de venir prier dans la partie de l'église Saint-Pierre qu'elles se réservent, le chœur et les trois premières travées, le « chœur des Dames », l'autre partie étant affectée au culte paroissial. Le chemin de cloître (galerie couverte) est conservée.
L'abbaye d'en bas comprenait une chapelle sous une coupole, où étaient exposées des reliques, un morceau de la robe du Christ, des ossements de plusieurs saints et un cloître en direction du sommet la butte.

### Destruction
L'abbaye est fermée en 1790. L'ensemble de ses biens, comprenant l'abbaye d'en bas, les vestiges de celle d'en haut, la galerie couverte qui les reliait, les jardins, les carrières et les terres agricoles qui s'étendaient sur le versant sud de la butte, sont vendus en mai 1794 en dix lots, la plupart des acheteurs étant des maçons, des entrepreneurs et des carriers. Un entrepreneur de bâtiment acquiert le lot n°1 comprenant  et les bâtiments du monastère d'en bas autour de la crypte du « Sanctum Martyrium » et rase l'ensemble pour creuser une carrière de gypse ensuite comblée pour tracer des rues, principalement la place des Abbesses, la rue Antoinette, actuelle rue Yvonne Le Tac, et la partie nord de la rue des Martyrs et construire des maisons. La galerie entre les deux abbayes est également détruite par les carriers.
L'église Saint-Pierre, église paroissiale non comprise dans la vente de 1794, est le seul vestige de l'ancienne abbaye.
À Paris, la place des Abbesses et la station de métro du même nom ont été ainsi dénommées en souvenir des 46 abbesses qui dirigèrent l'abbaye, ainsi que les voies accédant à l'ancienne abbaye, comme la rue Catherine-de-La-Rochefoucauld, ou proches de l'abbaye, tels le boulevard Marguerite-de-Rochechouart et la rue Marie-Éléonore-de-Bellefond.

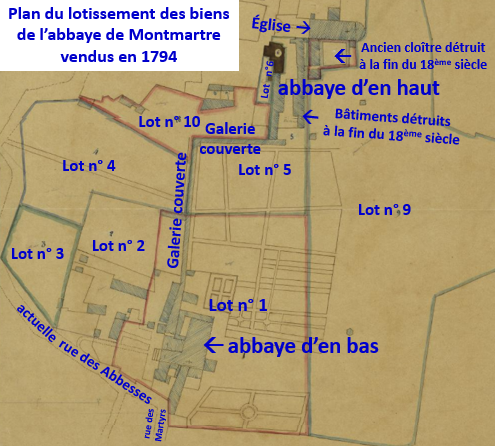
Lotissement des biens de l'abbaye de Montmartre en 1794.
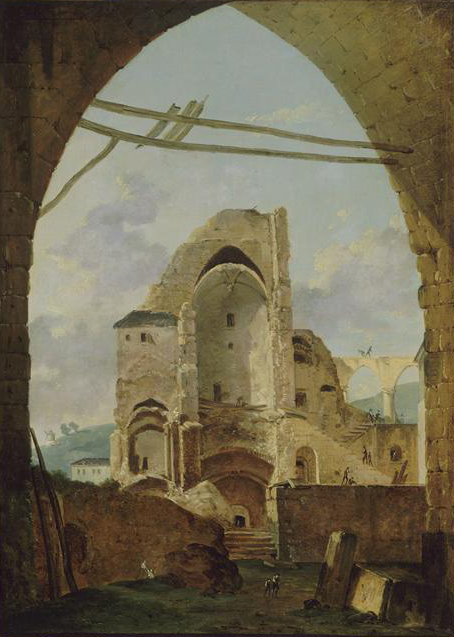
La destruction de l'abbaye de Montmartre en 1794, Louis-Gabriel Moreau.

## Description des bâtiments

### Prison
La prison de l'abbaye était située dans la rue de la Heaumerie et dans le cul-de-sac nommé For-aux-Dames. Les religieuses y avaient leur auditoire et leur prison, laquelle était légale.

### La cloche de la chapelle des Martyrs: un souvenir du passé religieux

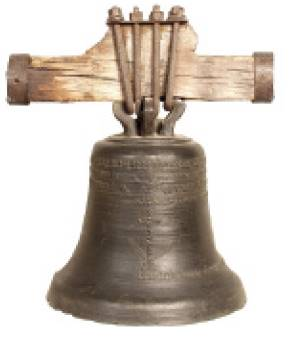
Cloche de l’abbaye royale des Dames de Montmartre (1623), bronze, 63 cm, Paris, église Saint-Pierre de Montmartre.

L’histoire ancienne de Montmartre remonte aux origines de Paris. Certaines œuvres appartenant à la Société du Vieux Montmartre viennent témoigner de ce passé. En 2007, cette société fait l’acquisition de la cloche qui surmontait la chapelle de l’abbaye d’en bas, soit le Sanctum Martyrium. La cloche, qui date de 1623, fut commandée par l’abbesse Marie de Beauvilliers pour la chapelle des Martyrs (enfouie dans la carrière creusée à son emplacement puis recréée en 1880). Elle ponctuait les événements importants de la vie de Montmartre. Déposée, la cloche est aujourd’hui devenue un témoin muet du passé religieux quotidien de la Butte. Dans le cadre d’un partenariat avec la paroisse Saint-Pierre, la cloche a été déposée dans le chœur de l’église Saint-Pierre de Montmartre.

## Liste des abbesses de Montmartre
1. 1134-1137 : Adélaïde, auparavant religieuse à l'abbaye Saint-Pierre-les-Dames de Reims[18].
2. 1137-1153 : Christine de Courtebrone, reçoit en 1147 la visite du pape Eugène III.
3. 1153-1174 : Adèle, morte en 1174.
4. 1179-1195 : Élisabeth, morte le 3 des nones de janvier 1199, fondatrice d'une chapellenie aux Martyrs.
5. 1207-1216 : Édeline.
6. 1218-1231 : Hélisende ou Héloïse I. À cause du froid, elle autorise les religieuses à chausser des bottes fourrées.
7. 1239-1247 : Pétronille I.
8. 1247-1260 : Agnès I.
9. 1260-1264 : Émeline, citée en 1260.
10. 1264-1270 : Hélisende II.
11. 1270-1280 : Mahaut du Fresnoy[19]. Sa pierre tombale se trouve dans l'église.
12. 1280-1281 : Alix de Don[20], morte le premier jour du Carême de 1281.
13. 1281-1299 : Adeline d’Ancilly, morte en 1300.
14. 1299-1305 : Philippa de Clérambault.
15. 1305-1317 : Ada de Mincy, morte le jour de la saint Côme en 1317.
16. 1317-1320 : Jeanne I de Repenti. (Repentino)[Note 1],[21]
17. 1329-1348 : Jeanne II de Valengoujard.
18. 1348-1376 : Jeanne III de Mortéri[22].
19. 1376-1377 : Isabelle de Rieux.
20. 1377-1384 : Rothberge de Nantilly.
21. 1384-1398 : Isabelle de Rieux.
22. 1398-1429 : Jeanne IV du Coudray[23], morte en 1426.
23. 1429-1434 : Simone d’Herville, morte en 1434.
24. 1436-1462 : Agnès II des Jardins.
25. 1462-1477 : Pétronille II de La Harasse, morte en 1477.
26. 1481-1503 : Marguerite I Langlois, morte en 1503.
27. 1503-1510 : Marie I Cornu, venant de l'abbaye des Fontaines (ordre de Fontevrault) instituée par l'évêque de Paris pour réformer l'abbaye de Montmartre.
28. 1510-1515 : Martine du Moulin, se désiste en 1515, morte en 1535[Note 2] ; apparentée à la famille du Moulin, seigneurs de Fontenay en Brie, Servon, etc., elle gouverna jusqu'en 1535, date de sa mort, à l'âge de 86 ans. Elle avait été religieuse à Chelles, avant que d'être abbesse triennale à Montmartre.
29. 1515-1518 : Claude I Mayelle, morte en 1518.
30. 1519-1526 : Antoinette Auger, élue en 1519.
31. 1526-1532 : Catherine I de Charran.
32. 1532-1539 : Antoinette Auger, réélue et morte en 1539. Elle reçoit la visite de saint Ignace et ses compagnons le 15 août 1534.
33. 1540-1540 : Jeanne V Lelièvre, meurt le 30 mars, enterrée auprès d'Antoinette Auger[6].
34. 1540-1542 : Marie II Cathin.
35. 1542-1548 : Marguerite II de Havard de Sénantes, fille de Jacques, seigneur de Sénantes, morte le 18 juillet 1552.
36. 1548-1589 : Catherine II de Clermont, nommée par le roi Henri II. Elle était la nièce de Diane de Poitiers. Elle est morte le 15 septembre 1589.
37. 1589-1590 : Claude II de Beauvilliers de Saint-Aignan, maîtresse du roi Henri IV, puis abbesse de l'abbaye du Pont-aux-Dames.
38. 1590-1598 : Catherine III de Havard de Sénantes.
39. 1598-1657 : Marie-Catherine de Beauvilliers de Saint-Aignan (1574-1657), sœur de Claude II[24]. Nommée le 7 février 1598 et morte le 21 avril 1657.
40. 1657-1682 : Françoise Renée de Guise, fille de Charles Ier de Guise et Henriette-Catherine de Joyeuse, morte le 5 décembre 1682. Précédemment abbesse de l'abbaye Saint-Pierre-les-Dames à Reims en 1639 – transférée le 31 juillet 1644 à Saint-Pierre de Montmartre, où elle mourut le 5 décembre 1682 à l’âge de 61 ans, elle était la nièce de l’abbesse Renée II de Lorraine. Parmi ses religieuses se trouve Élisabeth Le Coq[25],[Note 3].
41. 1683-1699 : Marie-Anne de Lorraine-Harcourt (1657-1699), fille de François de Lorraine, (1623-1694), et d'Anne d'Ornano, religieuse puis abbesse en mars 1683. Morte le 29 octobre 1699.
42. 1699-1717 : Marie III Éléonore Gigault de Bellefonds, qui donne son nom à la rue de Bellefond. Elle prend la direction du monastère le 24 décembre 1699 et meurt le 17 août 1717[26].
43. 1717-1727 : Marguerite III de Rochechouart de Montpipeau, reçue le 14 février 1718 et morte le 22 octobre 1727.
44. 1727-1731 : Louise-Émilie de La Tour d'Auvergne, fille de Frédéric-Maurice de La Tour d'Auvergne. La rue Louise-Émilie de La Tour d'Auvergne lui doit son nom dans le 9e arrondissement de Paris. Abbesse de Villers-Cotterets depuis 20 ans, elle se retire en 1731 et meurt en juin 1737.
45. 1731-1760 : Catherine IV de La Rochefoucauld de Cousage. Elle a laissé son nom à la rue Catherine de La Rochefoucauld. Abbesse de Saint-Jean-Baptiste de Duno près d'Orléans, nommée le 8 juillet 1731 et morte le 11 septembre 1760.
46. 1760-1790 : Marie-Louise de Montmorency-Laval (1723-1794). Elle est née le 31 mars 1723, et fût d'abord religieuse à l'abbaye Sain-Julien-du-Pré au Mans avant de prendre la direction de l'abbaye de Montmartre. Elle fut la marraine de la nouvelle cloche de l'ancienne église Saint-Gilles de Bourg-la-Reine, dont elle était seigneur. Elle fut expulsée de son abbaye avec les autres religieuses le 19 août 1792 et condamnée à mort le 24 juillet 1794 en tant qu'« une des plus cruelles ennemies du peuple […] prévenue d'avoir entretenu des intelligences avec les conspirateurs d'outre-Rhin ». Paralysée, sourde et aveugle, elle fut condamnée à mort par Fouquier-Tinville et guillotinée le 8 thermidor An II (26 juillet 1794)[11].

## Religieuses et personnalités célèbres
- Marguerite le Jongleux, religieuse à Montmartre puis abbesse de l'abbaye du Val profond à Bièvres, de 1541 à 1545, dont aujourd'hui ne subsistent que des restes des bâtiments[27], ainsi que les restes de la dalle funéraire de cette abbesse native de Paris, venue de l'abbaye de Montmartre pour travailler à la réforme de l'abbaye de Bièvres, démissionnaire elle resta mère antique jusqu'à sa mort.
- Anne Brûlart et sa sœur Catherine, religieuses vers 1550, toutes deux mortes à l'abbaye, ainsi qu'une cousine Marie Brûlart, fille de Pierre II Brûlart[28].
- Henri IV y installe son quartier général lors du Siège de Paris en 1590, et devient l'amant de l'abbesse.
- Catherine de Bar (1614-1698), futur mère Mechtilde fondatrice des Bénédictines du Saint-Sacrement. Chassée de Rambervillers trouve refuge le 21 août 1641 à l'abbaye.
- Dans le procès opposant en 1629-1630 l'abbesse à l'archevêque de Paris sont également appelantes les religieuses qui suivent : Denise de Murat en tant que prieure dudit prieuré Notre-Dame de Grâce ; Madeleine Morin dite en religion de Saint-Joseph ; Louise de Pierrevive, dite de Sainte-Catherine ; Catherine Boursier, dite de Saint-André ; Clémence Chamoy, dite de Saint-Bernard ; Anne de Chandieu, dite de Saint-Charles.
- Anne-Berthe de Béthune (1637-1689)[29], vient à Montmartre sous l'abbatiat de sa tante Marie de Beauvilliers avant de partir en 1659 comme abbesse de Saint-Corentin au diocèse de Chartres, puis à l'abbaye de Beaumont également comme abbesse en 1669. Elle était amie avec Catherine de Bar[30].
- Renée de Vanssay et Catherine Mesmin, religieuses professes envoyées par leur supérieure à la demande de l'évêque de Saint-Malo : Guillaume Le Gouverneur en 1621 pour prendre la direction du nouveau Monastère Notre-Dame-de-la-Victoire à Saint-Malo. En 1621, Madame de Vanssay fut la première prieure[31].
- Vers 1720 Claude-Madeleine d'Illiers religieuse à Montmartre puis abbesse de l'abbaye de Saint-Jean-le-Grand à Autun, nommée le 26 mars 1721[32]

## Inhumations
Dans les deux abbayes, l'abbaye d'en Haut et l' abbaye d'en Bas furent inhumées des abbesses et des religieuses, pour les premières sauf exceptions sous le dallage du chœur, et pour les religieuses soit dans le jardin (actuel jardin du Calvaire), dans l'église ou dans le caveau qui se trouvait sous l'abside. Pour libérer de la place, les sépultures les plus anciennes étaient relevées et les ossements étaient placés dans les combles de l'église ou sous les toits des bas-côtés.
- Pierres tombales d'Adélaïde de Savoie, Mahaut du Fresnoy, Antoinette Auger, Catherine de La Rochefoucault de Cousage, Marguerite de Mincy, Marie de Beauvilliers, toutes inhumées dans l'abbaye du Haut (église Saint-Pierre de Montmartre)
- Antoine Boësset (1587-1643), maître de chant des religieuses de l'abbaye[33].
- Mademoiselle Camille (1735-1768), actrice de la Comédie italienne[33].
- Jacques Dufossé (16..-1702), seigneur de Watteville
- Pierre Forget de Fresnes (v.1544-1610), beau-frère des abbesses Claude et Marie de Beauvilliers[33].
- François Gaillard de La Bouëxière (17..-1773), fermier général[33].
- Maximilien-Emmanuel de Watteville (17..-1779), marquis de Conflant et d'Illiers, comte de Busselin, baron de Châteauvilain, Foncine, Sirod et du Chêne-Doré, seigneur de Chargey et Dompierre, époux de Marie-Louise Rosalie Phélypeaux (1714-1780)[33] , [34]
- Le cœur de Marguerite de Lorraine, épouse de Gaston d'Orléans (1608-1660), frère du roi Louis XIII y reposait[33].

## Propriétés et revenus

### Paroisse de Montmartre
La paroisse de Montmartre s'étendait bien au-delà de la butte,
- au sud, jusqu'aux rues Saint-Lazare, de rue de La Rochefoucauld, La Bruyère, Notre-Dame-de-Lorette, Lamartine et Bleue.
- à l'est, jusqu'aux rues du Faubourg-Poissonnière, Christiani et de Clignancourt
- à l'ouest, jusqu'aux rues Carpeaux, Ganneron, Cavalotti, Forest et Blanche
- au nord, jusqu'aux rues Custine, Francoeur et Marcadet

Elle englobait ainsi les quartiers des Porcherons et de la Nouvelle France et, depuis 1669, la seigneurie de Clignancourt.
L'abbaye était en outre propriétaire de biens à l'extérieur de sa paroisse.

### Cures, prieurés
- Paris
  - Prieuré Notre-Dame de Grâce à la Ville l'Évêque, fondé en 1613 par Catherine d'Orleans-Longueville (1564-1638) et Marguerite d'Orleans-Longueville (connu comme « Mademoiselle d'Estouteville ») (1566-1615), les soeurs de Henri d'Orléans-Longueville (1568-1595), duc de Longueville[36]
  - Prieuré Saint-Pierre de Montmartre

### Terres et seigneuries
- Paris :
  - Fief du Fort aux-Dames dans le cul-de-sac éponyme, rue de la Heaumerie, quatre maisons avec la prison droit de basse, moyenne et haute justice. En 1429, les religieuses bénédictines de l'abbaye de Montmartre, loue par bail une maison à Philippe Damien, marchand bourgeois, moyennant 6 livres de rente perpétuelle et 3 deniers de cens, payable l'une à la saint Remy, l'autre à la saint Denis, tous deux à l'auditoire du Forr-aux-Dames<[1]. Le 24 janvier 1674, « Illustre et vertueuse princesse Madame Françoise-Renée de Lorraine, abbesse de l'abbaye de Montmartre, déclare dans un acte notarié qu sa dite abbaye à un fief appelé vulgairement le fief du Fort-aux-Dames, et qu'à cause de celui-ci elle a justice haute, moyenne et basse aux lieux desquels elle a droit de censive et droit de voierie, et que pour l'exercice d'icelle, elle a un bailly, lieutenant, procureur fiscal, sergens et autres officier de justice, comme pareillement elle a en vertu dudit fief, droit de censive portant lods et vente, saisine et amendes, quand le cas y eschet, es rues et sur les maisons qui ensuivent : sur quatre maisons rue de la Heaumerie, dans lesquelles se tient et exerce la juridiction de l'abbesse. Le dit fief du Fort-aux-Dames est amorti depuis la fondation de ladite abbaye »[37] ;
    - rue Saint-Martin, sur une maison ;
    - rue des Petits-Champs Saint-Martin, sur une grande maison ;
    - rue des Ménétriers, sur deux maisons ;
    - rue Neuve-Saint-Médéric, sur cinq maisons ;
    - rue de la Vieille-Lanterne-rue Vieille Place-aux-Veaux, sur deux maisons ;
    - sur la Grande-Boucherie de la porte de Paris ayant issue sur quatre rues ;
    - rue Pierre-à-Poisson, sur cinq places à vendre tripes et poissons, adossés contre le mur du Grand Châtelet ;
    - Voûte du Grand Châtelet rue Saint-Leuffroy, une maison en forme de banne ;
    - rue de l'Arbre-Sec, sur quatorze maisons ;
    - rue Saint-Honoré, sur 33 maisons dont la maison du Moulinet située près de la Croix-du-Trahoir[38] ;
    - rue Tire-Chappe, sur six maisons ;
    - Hôtel-Dieu et 30 sols parisis de rente, pour une maison réunit audit Hostel-Dieu ;
    - rue du Sablon, en 1674 une rente de 14 sols parisis sur une grange sise dans cette rue. En 1192, le roi Philippe-Auguste (1165-1223), délivre une charte portant confirmation de la donation de maisons rue du Sablon faite par Anceline, veuve d'Acelin le Changeur, au profit de l'abbaye de Montmartre[39].
- La seigneurie de Bercy au XIIe siècle, dit Percy (ou Perci) dans un acte de donation de Louis VI le Gros à l’abbaye de Montmartre où on le cite comme « l’Insula Berciliis ». Puis, en 1172, une seigneurie naissante, dite la Grange de Bercix, l’évoque une seconde fois. Le mot Bercy apparaît en 1415. En 1460, les religieuses du consentement de l'évêque de Paris, Mgr Guillaume Chartier, ont le 22 octobre 1460 déchargé le terre et seigneurie de Barsis-sur-Seine (Bercy sur Seine), et l'hôtel et terre de la Granche aux Merciers (Grange aux Merciers) de tout droit qu'elles avaient et pouvaient avoir sur les dits lieux, et tout cédé et transporté à noble homme et sage maître Jean Bureau, Trésorier de France, à présent détenteur de la dite Grange aux Merciers, et les deniers qu'elles en ont reçus ont été employés à faire à neuf le clocher de la dite église[40].
- La seigneurie de Bourg-la-Reine donnée par Louis VI le Gros (1081-1137) en octobre 1132[41] aux dames de Montmartre[42], fief qu'il avait obtenu des religieuses de l'abbaye Notre-Dame d'Yerres en échange de la terre d'Inoilliers sur la paroisse de Briis-sous-Forges qu'il avait acquis auprès des chanoines de Notre-Dame de Paris[41]. Elle le garde jusqu'à la Révolution, sauf de 1710 à 1736 où les dames de Montmartre sont obligées d'aliéner leur domaine par impécuniosité en faveur du duc du Maine. Cette terre a également porté le nom de « Pré Hilduin » suivant une charte de 1160 de Louis VII restituant aux religieuses une terre sise à Pont-la-Reine[43],[42].
- En 1305, confirmation d'une charte de Philippe Auguste (1165-1223) concernant de la donation de maisons à Paris et de vignes à Bagneux, faite aux religieuses de l'abbaye de Montmartre, par Anceline, veuve de Ancelin le Changeur[44].
- La terre de Barbery avec la justice et le district, faite par la reine Adélaïde de Savoie, est 1154 confirmée par son fils Louis VII le Jeune[45]. Le Parlement de Paris reconnaîtra à l'abbaye son droit de haute justice d'après ces éléments par un arrêt du 18 novembre 1272 autorisant l’abbaye de Montmartre à élever des fourches patibulaires à Barbery où elle a toute justice, bien que par le passé il n’y eût pas de fourches en cet endroit[46].
- Sèvres, première moitié du XIIIe siècle, donation de sept arpents et demi de vignes[47].

### Dîmes
- 1451 : sentence condamnant l'abbé Anceau Langlois, curé de Montmartre à renoncer à la perception des dîmes qu'il prétendait s'attribuer à cause de sa cure[1].